# SAFE
Ej att förväxla med SAFe, Scaled Agile Framework, en utvecklingsmetodik för att få olika agila team att samverka när de skapar eller underhåller (främst) programvara.
Solidaritet Arbete Fred Ekologi (SAFE) är ett lokalt politiskt parti i Nässjö kommun. Partiet står till vänster om Socialdemokraterna politiskt.

## Historik
Partiet bildades genom en utbrytning från Socialdemokraterna 1991 under namnet Socialdemokratiska Arbetsgruppen för en Alternativ Energipolitik. Den var en rikstäckande arbetsgrupp för socialdemokratiska kärnkraftsmotståndare. Detta SAFE stödde Linje 3 i folkomröstningen 1980. Denna organisation var verksam till 1991.
Valet 2006 var en stor framgång för SAFE med 3 556 röster och 11 platser (av 57) i kommunfullmäktige. Det var en ökning med 596 röster och ett mandat, partiet behöll sin ställning som tredje störst i kommunen. SAFE fick 19,57 % av rösterna; en ökning med 3,19 procentenheter. I valet 2010 backade partiet till 3 mandat.
Partiet ingick tillsammans med socialdemokraterna och vänsterpartiet i ett majoritetsstyre i Nässjö kommun 2007-2010. SAFE hade två kommunalråd som delade på en kommunalrådsresurs. De hette Uno Kenstam (65%) och Anders Hansen (35%). Uno Kenstam var också 1:e vice ordf. i kommunstyrelsen. Anders Hansen var ordförande i omsorgsnämnden, Johnny Lundh i miljö- och byggnadsnämnden. Pelle Månsson var 1:e vice ordförande i kommunfullmäktige. SAFE fanns representerat i så gott som alla kommunens nämnder och styrelser.
Sedan valet 2010 sitter SAFE i opposition.
SAFE ser som sin främsta uppgift att slå vakt om välfärdssamhället och arbetar för en bra barnomsorg och skola, samt för att äldre, sjuka och handikappade ska få den vård, omsorg och trygghet som de behöver. Miljöfrågorna har också varit viktiga för partiet, som har sitt ursprung i det socialdemokratiska kärnkraftsmotståndet.

## Valresultat
| År   | Röster | %     | Mandat   |
| ---- | ------ | ----- | -------- |
| 1991 | –      | –     | 9 av 57  |
| 1994 | –      | –     | 8 av 57  |
| 1998 | –      | 16,11 | 10 av 57 |
| 2002 | 2 960  | 16,38 | 10 av 57 |
| 2006 | 3 556  | 19,57 | 11 av 57 |
| 2010 | 1 032  | 5,57  | 3 av 57  |
| 2014 | 1 199  | 6,23  | 4 av 57  |
| 2018 | 854    | 4,32  | 2 av 57  |
| 2022 | 902    | 4,66  | 3 av 57  |